# Amphelictogon maculatus
Amphelictogon maculatus är en mångfotingart som beskrevs av Chamberlin 1918. Amphelictogon maculatus ingår i släktet Amphelictogon och familjen Chelodesmidae. Inga underarter finns listade i Catalogue of Life.